# タフルワイリ
タフルワイリ（Tahurwaili, 紀元前15世紀）は、ヒッタイトの大王。

## 経歴
タフルワイリはおそらく、大王アンムナの遺族を皆殺しにしてフッツィヤ1世の即位を助けた「金の槍持ち」の称号を持つ同名人物と同一であると考えられる。その場合、タフルワイリの父の名はズルであり、地位は最高護衛官であったことになる。
タフルワイリはおそらく大王テリピヌの死後王位に就いた。テリピヌ自身は後継者に義理の息子アルワムナを指名しており、タフルワイリがアルワムナから王位を簒奪したか、王位を奪ったタフルワイリからアルワムナが正当な王位を奪還したかのいずれかであると考えられる。一方でタフルワイリはずっと後の王であり、アルワムナとは関わりがないとする説もあり、不明である。
タフルワイリの治世を示す資料は、今のところその銘のある印影がある粘土板文書一枚のみであり、のちの王名表にも名前は出ていない。おそらく簒奪者ということで後世の王に存在を抹殺されたのであろう。その治世の唯一の事績として、キズワトナの王エヘヤとの条約が伝わるのみである。